# Verallia
Verallia SA — французская компания, производитель стеклянной тары. Компания создана в 2015 году выделением из промышленной группы Saint-Gobain. Штаб-квартира расположена в коммуне Курбевуа близ Парижа.

## История
Старейший завод компании был открыт в 1827 году в Кюффи (Пикардия).
В 2010 году была зарегистрирована торговая марка Verallia. В 2015 году Verallia стала самостоятельной компанией, получившей подразделение стекольной тары промышленной группы Saint-Gobain. В 2019 году акции компании были размещены на бирже Euronext Paris. В 2022 году была поглощена британская компания Allied Glass.

## Собственники и руководство
Крупнейшим акционером по состоянию на 2024 год была бразильская инвестиционная компания Brasil Warrant Administração de Bens e Empresas, контролируемая семьёй Морейра Саллес (28,3 %). Крупные пакеты акций также принадлежали Invesco (10,12 %), и Bpifrance (7,61 %).
- Мишель Джануцци (Michel Giannuzzi, род. в 1964 году) — председатель совета директоров с 2017 года, до этого возглавлял компанию Tarkett (французский производитель напольных покрытий).
- Патрис Люка (Patrice Lucas, род. в 1966 году) — генеральный директор с 2022 года, до этого работал в Stellantis.

## Деятельность

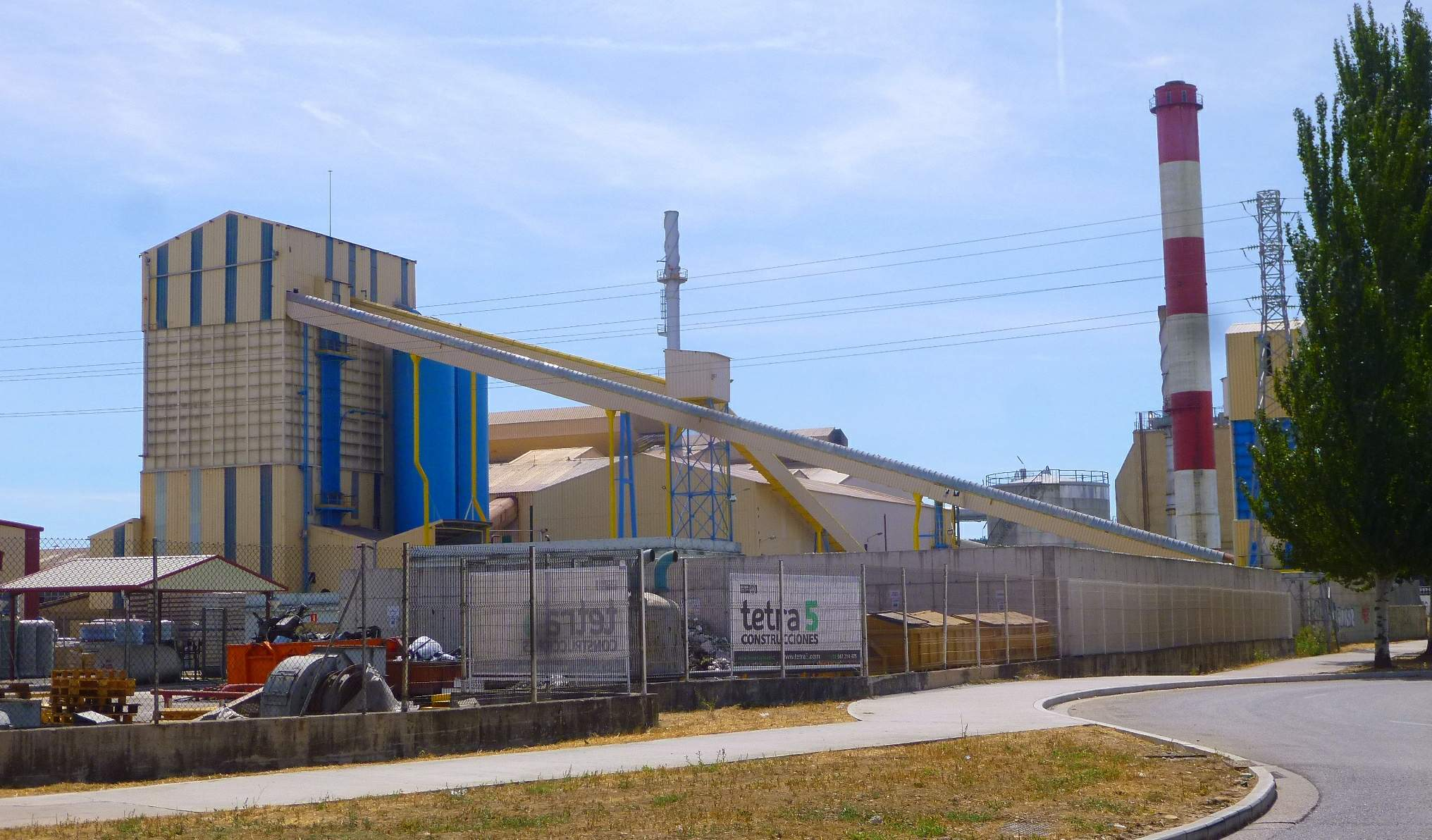
Завод в Бургосе

Компания Verallia производит стеклянную тару для напитков и продуктов питания, по размеру выручки является крупнейшей в Европе и третьей в мире. По назначению продукции выручка за 2023 год распределялась следующим образом: бутылки для вина — 31 %, для шампанского — 12 %, для спиртных напитков — 16 %, для пива — 12 %, для безалкогольных напитков — 11 %, банки и бутылки для продуктов питания — 17 %.
Компании принадлежит 34 стекольных завода в 12 странах: во Франции (7), Италии (6), Испании (5), Германии (4), Бразилии (3), Великобритании (2), России (2), Аргентине (1), Польше (1), Португалии (1), Украине (1), Чили (1). Также у компании 5 предприятий по конечной обработке стекла и 19 центров переработки стеклобоя. Годовое производство составляет 16 млрд бутылок и банок в год.
Выручка за 2023 год составила 3,9 млрд евро, её распределение по регионам: запад и юг Европы — 65 %, север и восток Европы — 25 %, Латинская Америка — 10 %. Крупнейшими рынками были Франция (947 млн евро), Италия (875 млн евро), Германия (587 млн евро), Испания (581 млн евро), Бразилия (236 млн евро).